# Sollevamento pesi ai Giochi della XXIII Olimpiade - Pesi medi
La competizione della categoria pesi medi (fino a 75 kg) di sollevamento pesi ai Giochi della XXIII Olimpiade si è svolta il giorno 2 agosto 1984 al Gersten Pavilion di Los Angeles.

## Regolamento
La classifica era ottenuta con la somma delle migliori alzate delle seguenti 2 prove:
- Strappo
- Slancio

Su ogni prova ogni concorrente aveva diritto a tre alzate. In caso di parità vinceva il sollevatore che pesava meno.

## Risultati
| Pos.    | Atleta                   | Nazione        | Peso Atleta | Strappo | Strappo | Strappo | Strappo | Slancio | Slancio | Slancio | Slancio | Totale |
| Pos.    | Atleta                   | Nazione        | Peso Atleta | 1       | 2       | 3       | Tot     | 1       | 2       | 3       | Tot     | Tot    |
| ------- | ------------------------ | -------------- | ----------- | ------- | ------- | ------- | ------- | ------- | ------- | ------- | ------- | ------ |
| Oro     | Karl-Heinz Radschinsky   | Germania Ovest | 74,30       | 145,0   | 150,0   | 152,5   | 150,0   | 190,0   | 202,5   | 202,5   | 190,0   | 340,0  |
| Argento | Jacques Demers           | Canada         | 74,85       | 140,0   | 140,0   | 147,5   | 147,5   | 182,5   | 182,5   | 187,5   | 187,5   | 335,0  |
| Bronzo  | Dragomir Cioroslan       | Romania        | 74,50       | 147,5   | 147,5   | 152,5   | 147,5   | 185,0   | 190,0   | 190,0   | 185,0   | 332,5  |
| 4       | David Morgan             | Gran Bretagna  | 74,05       | 145,0   | 150,0   | 150,0   | 145,0   | 180,0   | 180,0   | 185,0   | 185,0   | 330,0  |
| 5       | Li Shunzhu               | Cina           | 74,45       | 140,0   | 145,0   | 147,5   | 147,5   | 175,0   | 180,0   | 180,0   | 175,0   | 322,5  |
| 6       | Mohammed Yaseen Mohammed | Iraq           | 73,90       | 140,0   | 145,0   | 145,0   | 140,0   | 180,0   | 185,0   | 185,0   | 180,0   | 320,0  |
| 7       | Tony Pignone             | Australia      | 74,90       | 140,0   | 145,0   | 147,5   | 147,5   | 170,0   | 175,0   | 175,0   | 170,0   | 317,5  |
| 8       | Park Chun-jong           | Corea del Sud  | 74,90       | 132,5   | 137,5   | 140,0   | 137,5   | 170,0   | 175,0   | 177,5   | 175,0   | 312,5  |
| 9       | Michel Pietracupa        | Canada         | 74,60       | 135,0   | 140,0   | 140,0   | 135,0   | 170,0   | 175,0   | 182,5   | 175,0   | 310,0  |
| 10      | Daniel Cassiau-Haurie    | Francia        | 73,10       | 137,5   | 137,5   | 142,5   | 137,5   | 170,0   | 175,0   | 175,0   | 170,0   | 307,5  |
| 11      | Stephan Pinsent          | Gran Bretagna  | 74,95       | 137,5   | 137,5   | 142,5   | 137,5   | 170,0   | 175,0   | 175,0   | 170,0   | 307,5  |
| 12      | Pavlos Lespouridis       | Grecia         | 74,05       | 135,0   | 135,0   | 140,0   | 135,0   | 170,0   | 175,0   | 175,0   | 170,0   | 305,0  |
| 13      | Iordanis Ilioudis        | Grecia         | 74,80       | 125,0   | 130,0   | 132,5   | 130,0   | 170,0   | 175,0   | 175,0   | 170,0   | 305,0  |
| 14      | Gilberto Mercado         | Colombia       | 74,30       | 135,0   | 135,0   | 140,0   | 135,0   | 160,0   | 165,0   | 167,5   | 167,5   | 302,5  |
| 15      | Ahmed Fouad Aly          | Egitto         | 73,60       | 125,0   | 130,0   | 132,5   | 130,0   | 160,0   | 165,0   | 165,0   | 160,0   | 290,0  |
| 16      | Park Yeong-jae           | Corea del Sud  | 74,80       | 125,0   | 130,0   | 130,0   | 130,0   | 160,0   | 160,0   | 165,0   | 160,0   | 290,0  |
| 17      | William Letriz           | Porto Rico     | 74,75       | 122,5   | 130,0   | 130,0   | 130,0   | 145,0   | 152,5   | 157,5   | 152,5   | 282,5  |
| 18      | Fred Bunjo               | Uganda         | 74,75       | 100,0   | 105,0   | 110,0   | 105,0   | 130,0   | 135,0   | 140,0   | 140,0   | 245,0  |
| 19      | Paul Hoffman             | Swaziland      | 72,10       | 67,5    | 72,5    | 77,5    | 72,5    | 97,5    | 102,5   | 105,0   | 102,5   | 175,0  |
| -       | Hasan Has                | Turchia        | 74,60       | 142,5   | 147,5   | 152,5   | 147,5   | 167,5   | 167,5   | 167,5   | NVL     | DNF    |
| -       | Roman Kainz              | Austria        | 74,50       | 137,5   | 137,5   | 142,5   | 137,5   | 172,5   | 172,5   | -       | NVL     | DNF    |
| -       | Jorge Soares             | Portogallo     | 73,25       | -       | -       | -       | DNS     | -       | -       | -       | DNS     | DNF    |